# Strongylura timucu
Strongylura timucu är en fiskart som först beskrevs av Johann Julius Walbaum 1792.  Strongylura timucu ingår i släktet Strongylura och familjen näbbgäddefiskar. Inga underarter finns listade i Catalogue of Life.